# Prästeståndets ledamöter vid riksdagen 1828–1830
Vid riksdagen 1828–1830 ingick följande ledamöter i prästeståndet. Biskoparna och pastor primarius i Stockholm var självskrivna, medan övriga präster utsågs för respektive stift. Prästerskapet i Stockholms stad utsåg egna företrädare. 
Från och med denna riksdag hade också universiteten samt Vetenskapsakademien rätt att utse högst två riksdagsmän vardera, vilka skulle ingå i prästerskapet i dess egenskap av lärdomens stånd. Riksdagsmännen för Uppsala och Lunds universitet skulle vara "Profeßorer, från de werldslige Faculteterne" och för Vetenskapsakademien föreskrevs att riksdagsmännen skulle vara "Ofrälse Civile Ledamöter".
Stiften förtecknas i den ordning de anges i prästeståndets protokoll.

### Uppsala ärkestift
- Ärkebiskop Carl von Rosenstein
- Erik Agrell
- Nils Jacob Anjou
- Sven Lundblad (till 13/7 1829)
  - Erik Bergström (från 7/9 1829)
- Lars Peter Spiering
- Lars Tråss (död 21/5 1829)
  - Per Persson Svedelius (från 27/6 1829)

### Linköpings stift
- Biskop Marcus Wallenberg
- Carl Erik Hallström
- Isak Herman Kinnander
- Sven Lidman
- David Uddo Widén
- Jacob Östberg

### Skara stift
- Biskop Sven Lundblad (från 13/7 1829)
- Lars Peter Afzelius
- Per Friman
- Mathias Hasselrot
- Jonas Kjellander (till 27/8 1829)
  - Elias Christopher Grenander (från 26/10 1829)

### Strängnäs stift
- Biskop Pehr Thyselius
- Per Olof Gravander
- Hans Olof Holmström
- Nils Kellström
- Anders Nils Åstrand

### Västerås stift
- Biskop Sven Caspersson Wijkman
- Jonas Reinhold Fellenius
- Karl Karlsson Forslind
- Gabriel Hwasser
- Jacob Michael Svedelius
- Pehr Gustaf Svedelius

### Växjö stift
- Biskop Esaias Tegnér
- Samuel Gumælius
- Christopher Isac Heurlin
- Daniel Nordin

### Lunds stift
- Biskop Wilhelm Faxe
- Gustaf Broomé
- Sven Didrik Nibelius
- Abraham Zacharias Pettersson
- Carl Sonnberg Rönbeck

### Göteborgs stift
- Biskop Carl Fredrik af Wingård
- Sven Peter Bexell
- Carl Johan Grevillius
- Gustaf Lorentz Sivertsson

### Kalmar stift
- Biskop Magnus Stagnelius (frånvarande)
- Abraham Ahlqvist (intog sin plats 20/11 1828)[3]
- Anders Georg Elfström

### Karlstads stift
- Biskop Olof Bjurbäck (frånvarande; död 18/4 1829)
  - Biskop Johan Jacob Hedrén (från 15/8 1829)
- Torbjörn Morén
- Jonas Wahlström

### Härnösands stift
- Biskop Erik Abraham Almquist (frånvarande)
- Olof Dillner (till 12/9 1829)
  - Daniel Backman (från 21/9 1829)
- Isak Grape
- Johan Häggblad

### Visby stift
- Biskop Carl Johan Eberstein (frånvarande)
- Jakob Dedekind
- Henrik Lyth

### Stockholms stad
- Pastor primarius Johan Olof Wallin
- Johan Samuel Drysén (död 11/12 1828)
  - Carl Fredric Dahlgren (från 9/1 1829)
- Johan Jacob Hedrén (till 15/8 1829)
  - Frans Michael Franzén (från 1/9 1829)
- Carl Christian Lilljenwalldh

### Uppsala universitet
- Erik Gustaf Geijer

### Lunds universitet
- Bengt Magnus Bolméer
- Anders Lidbeck

### Vetenskapsakademien
- Carl Johan Ekström
- Gabriel Poppius